# زبان تووالویی
زبان تووالویی (انگلیسی: Tuvaluan language) یک زبان از شاخه زبان‌های آسترونزیایی است.
این زبان که در تووالو، فیجی، کیریباتی، نائورو و نیوزیلند تکلم میشود دارای ۱۰٬۰۰۰ گویشور در تووالو است. 